# Flateyjarbók
O Flateyjarbók (literalmente: Livro da ilha plana) - também designado por GkS 1005 fol. ou Codex Flatöiensis - é um manuscrito islandês do séc. XIV (1387-1394), com um acréscimo do séc. XV, escrito em pergaminho do tipo papel velino.
Nas suas 225 páginas, com texto e gravuras, estão contidas as sagas dos reis Olav Tryggvason, Olavo II, Sverre Sigurdsson e Haakon IV, assim como o poema Hyndluljóð e a Saga dos Groenlandeses, e como acréscimo posterior as sagas de Magno I e Haroldo III.

Este manuscrito, original da Islândia, foi levado para a Dinamarca em 1656, sendo mais tarde devolvido à Islândia e incorporado ao acervo do Instituto Árni Magnússon em Reiquiavique, onde está guardado desde 1971. 